# یاسین العزوزی
یاسین العزوزی (انگلیسی: Yassin El-Azzouzi؛ زادهٔ ۱۳ ژانویهٔ ۱۹۸۳) بازیکن فوتبال اهل فرانسه است.
از باشگاه‌هایی که در آن بازی کرده‌است می‌توان به باشگاه فوتبال نیم المپیک، باشگاه فوتبال باستیا، و باشگاه ورزشی مون‌پلیه اشاره کرد.